# Perdiu del Sahel
La perdiu del Sahel (Ptilopachus petrosus) és una espècie d'ocell de la família dels Odontofòrids (Odontophoridae) que habita zones rocalloses de sabana i boscos oberts de l'Àfrica subsahariana al nord de l'Equador, des del sud de Mauritània i el Senegal per l'oest fins a Etiòpia i Eritrea a l'est.